# Kamikōchi
Kamikōchi (上高地, « Hautes terres ») est une vallée reculée des monts Hida dans la partie occidentale de la préfecture de Nagano au Japon.

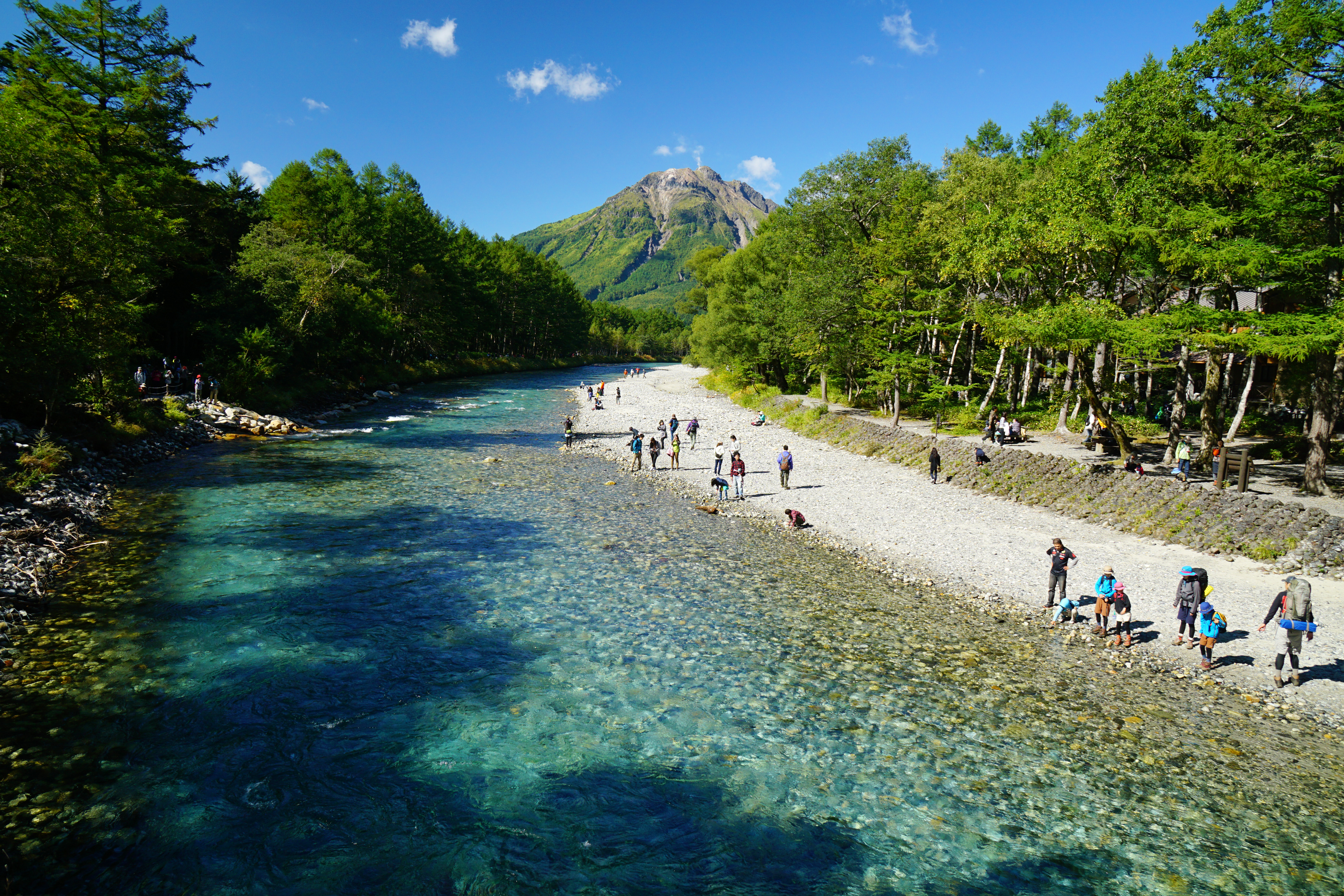
L'Azusa-gawa traverse la Kamikōchi.

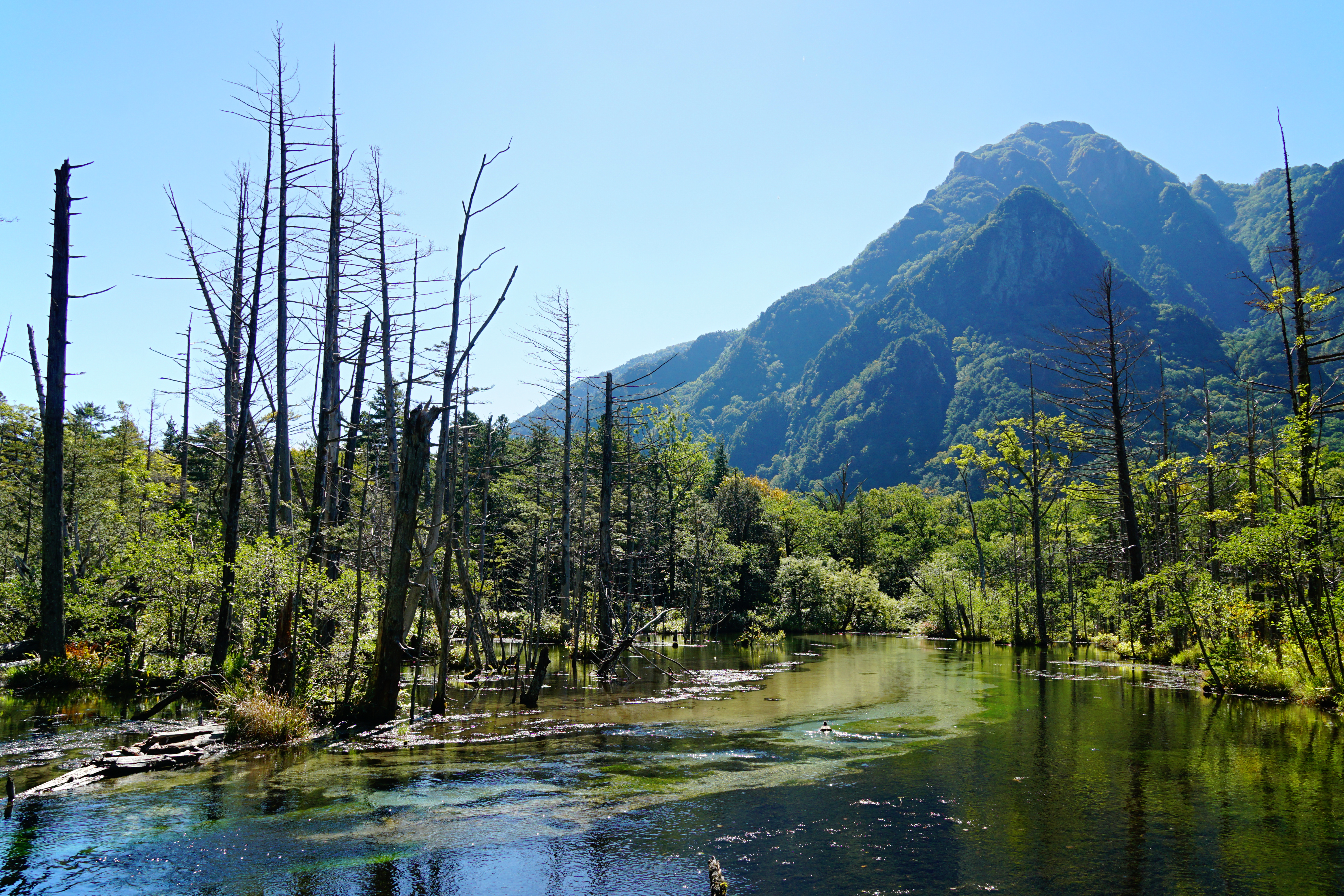
Zones humides de Gakusawa.

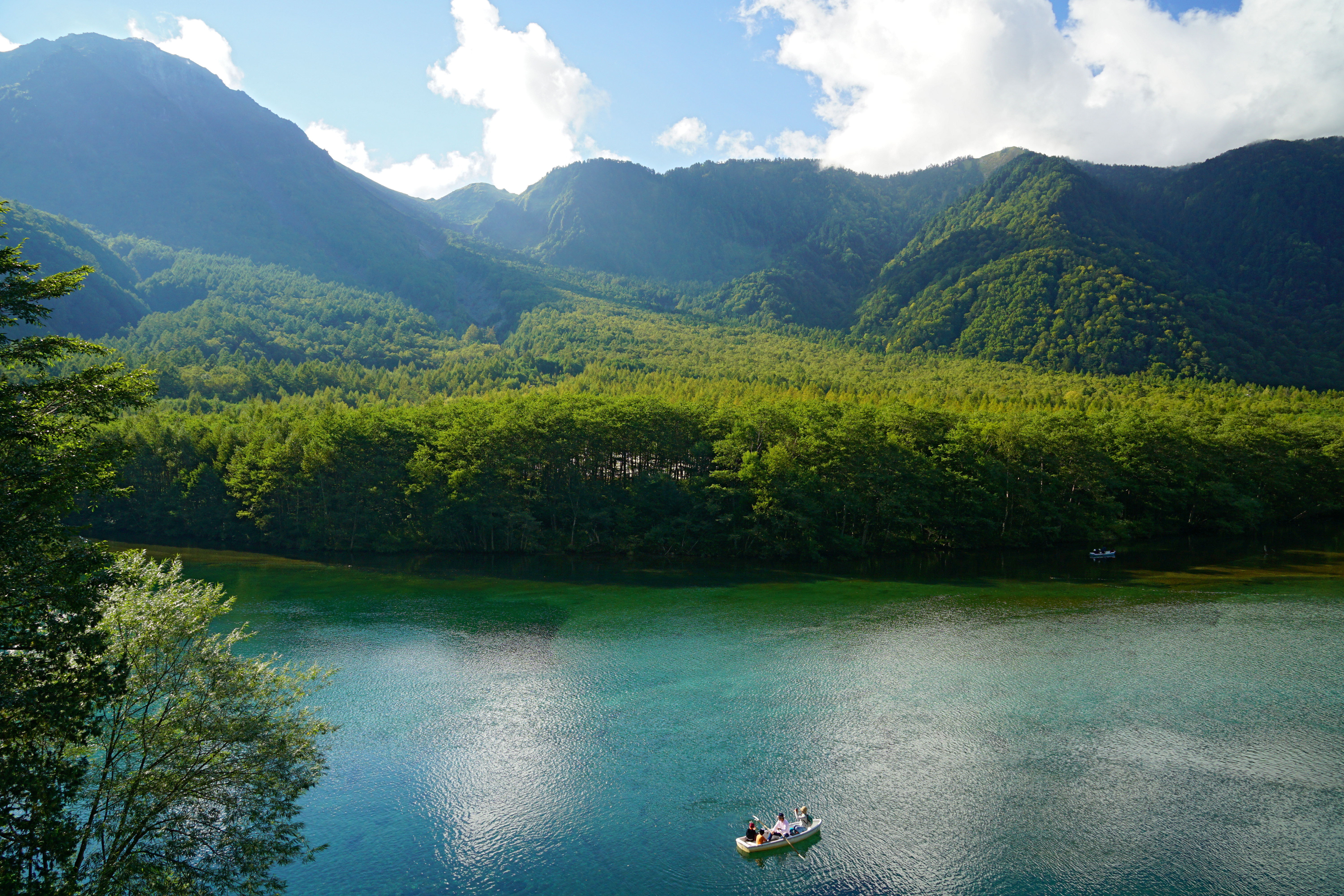
Lac Taishō.

Protégée au sein du parc national de Chūbu-Sangaku, elle est désignée comme patrimoine culturel du Japon et figure sur la liste des monuments naturels spéciaux et celle des lieux spéciaux de beauté pittoresque. Elle est parfois appelée la « vallée de Yosemite japonaise » bien que beaucoup plus petite que son homologue californienne.

## Géographie
Kamikōchi est une vallée de haute montagne d'environ 16 km de long. Son altitude moyenne est comprise entre environ 1 400 m à l'extrémité sud et environ 1 600 m à l'extrémité nord.
Kamikōchi est située dans les monts Hida, les « Alpes du Nord » des Alpes japonaises. Les montagnes environnantes atteignent 3 190 m d'altitude. Kamikōchi est bordée sur son versant occidental par le mont Hotaka et à son extrémité méridionale par le mont Yake, un volcan en activité.
La rivière Azusa coule à travers la vallée et alimente le lac Taishō situé à la base du mont Yake. Le lac Taishō a reçu ce nom parce qu'il a été formé par l'éruption du mont Yake en 1915 au cours de l'ère Taishō de l'histoire du Japon.
En raison de la topographie relativement plate de la vallée de Kamikochi, marais et étangs y sont fréquents, en particulier le marais Takezawa, les étangs de Tashiro et Myojin. Comme les eaux sont principalement des eaux de ruissellement de la neige fondue ou aquifères souterrains, la température de l'eau est froide, même au plus fort de l'été. La zone Tokusawa à l'extrémité nord de la vallée a servi de zone de pâturage pour les chevaux et le bétail jusqu'en 1934, lorsque la zone a été complètement intégrée dans le parc.

### Montagnes environnantes
- Mont Hotaka
- Mont Yari
- Mont Yake
- Mont Chō
- Mont Jōnen
- Mont Kasumizawa

## Histoire

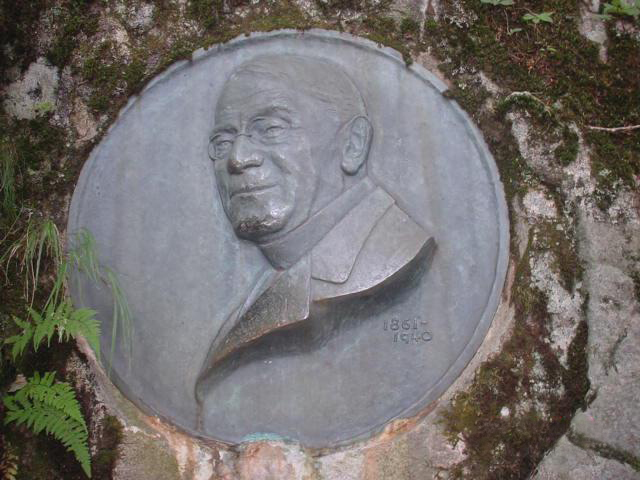
Plaque commémorative dédiée au révérend Walter Weston, précurseur des efforts pour préserver Kamikōchi comme parc national.

Kamikōchi a été largement explorée jusqu'au milieu du XIXe siècle. Le révérend Walter Weston, missionnaire anglican britannique, est crédité — par ses écrits — d'avoir suscité l'intérêt pour l'alpinisme récréatif au Japon et aussi comme initiateur du mouvement pour la préservation de la zone de Kamikōchi. Chaque année en juin, le matsuri (festival) Weston se tient à Kamikochi en reconnaissance de sa contribution à la conservation des Alpes du Nord du Japon.
Le romancier japonais Ryunosuke Akutagawa a également contribué à l'essor du tourisme intérieur avec la publication de son livre Kappa en 1927. Toutefois, la dénomination du Kappa-bashi, l'étroit pont suspendu piétonnier au-dessus de l'Azusa-gawa mentionné dans le roman, précède la publication du livre. Son origine linguistique est incertaine mais est le plus communément censée se référer aux kappa, divinités mythiques de l'eau supposées habiter les ruisseaux et les rivières de montagne du Japon. Sur ce thème, la tête et le couloir du Tengu se trouvent sur le versant ouest (sud du sommet principal du mont Hotaka) et les sanctuaires aux kamis sur tous les sommets. Les trois kanjis 神垣内 (Kamikouchi) ont également été utilisés pour écrire « Kamikōchi » mais 上高地 (Kamikōchi) est devenue la manière commune d'écrire le nom.

## Accès et transport
En raison de la protection de l'ensemble de la vallée Kamikōchi au sein du parc national de Chūbu-Sangaku, l'accès routier n'est autorisé qu'aux navettes, taxis, véhicules de sylviculture et des travailleurs d'entretien. Depuis 1994, l'entrée des véhicules privés est limitée dans le parc au-delà du tunnel Kama, à la fois pour la gestion du trafic et l'environnement,. Les voitures privées sont tenues de se garer soit à l'aire de stationnement Hirayu ou Sawando d'où des bus navettes ou taxis transportent les visiteurs directement au parc.

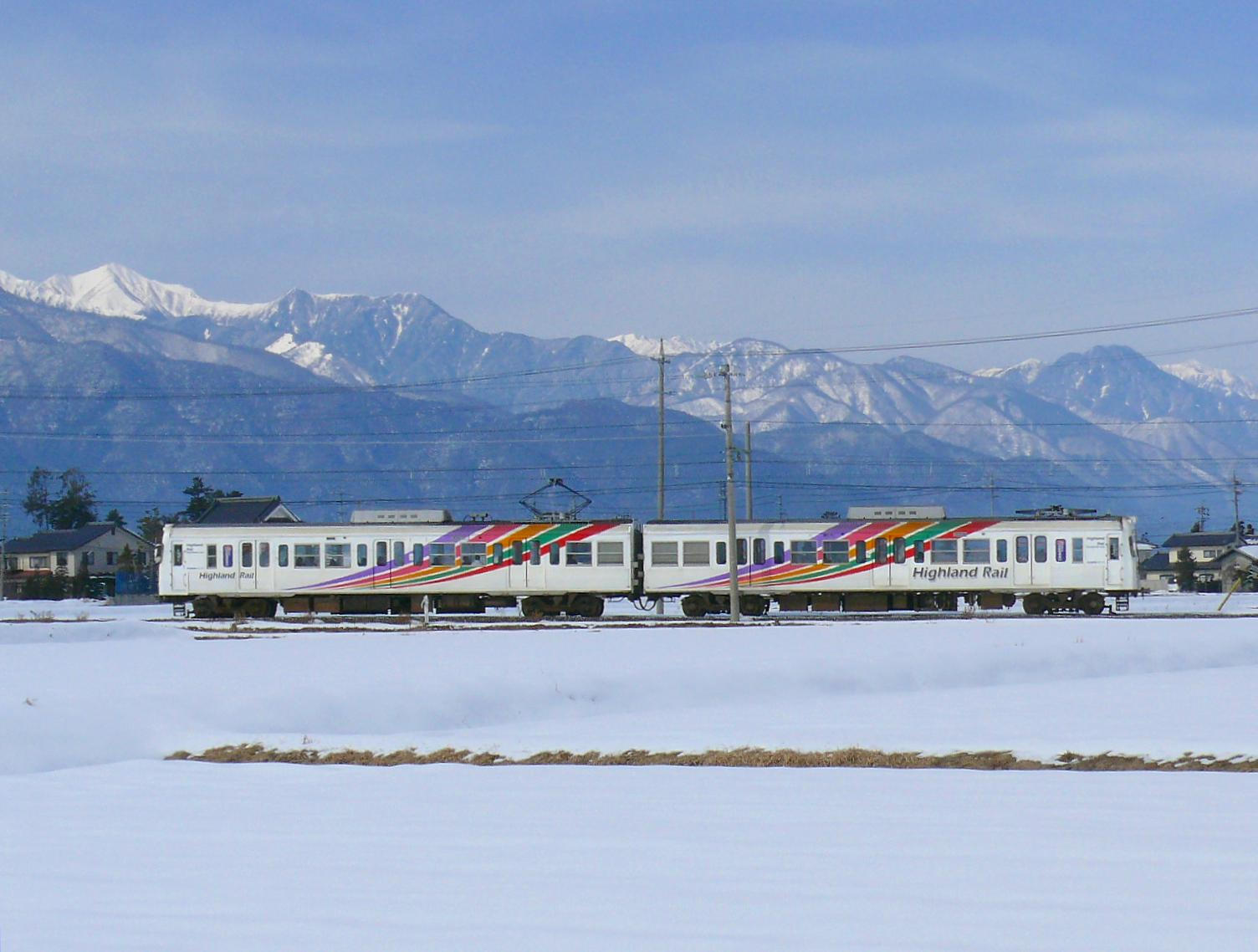
Train sur la ligne Kamikōchi.

Pour les passagers de chemin de fer approchant par Matsumoto, un billet mixte de transport et d'entrée au parc est disponible en utilisant le service ferroviaire de la ligne Kamikōchi en direction du terminal Shin-Shimashima puis un service de bus fourni par la société Alpico Kōtsū. Le trajet vers le centre du parc en provenance de la station de Matsumoto par rail et par navette prend environ 1 h 50 min.
Des bus longue distance et de nuit qui mènent directement au parc sont disponibles à partir de Tokyo (Shinjuku) et Nagoya.
Le parc est officiellement ouvert de mi-avril à mi-novembre avec des pointes de fréquentation pendant les vacances scolaires d'été (fin juillet à fin août) et lorsque la coloration des feuilles d'automne est à son apogée en octobre.

## Culture
La vie dans la vallée, les randonnées et l'activité de secours en montagne entre les différents itinéraires et sommets sont décrites dans le manga Vertical.
Un festival se tient tous les ans dans le cirque du Karasawa, au niveau de l'aire de bivouac des chalets Karasawa, organisé par Yama-Kei Publisher et qui donne lieu à une importante concentration de tentes dont les traces en nid d'abeille sont visibles par satellite.

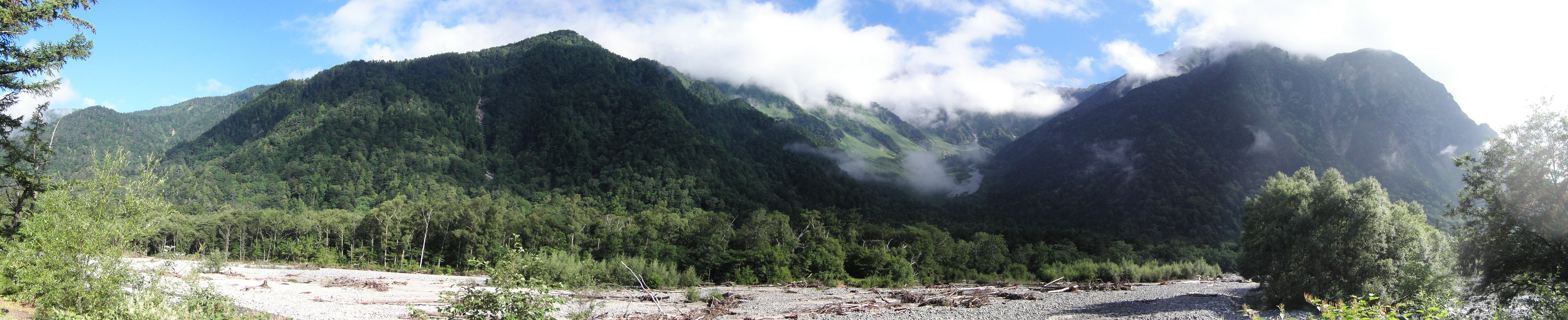
Vue panoramique de la vallée centrale de Kamikōchi face au mont Hotaka.

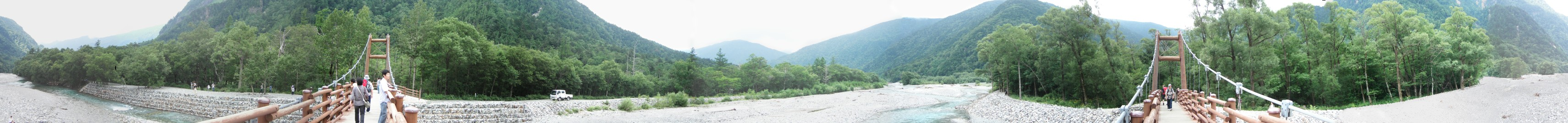
Vue panoramique de la vallée centrale de Kamikōchi autour du lac Myōjin.